# Andrzejewo-Kolonie
Andrzejewo-Kolonie – część wsi Andrzejewo położona w Polsce, w województwie mazowieckim, w powiecie ostrowskim, w gminie Andrzejewo.
W latach 1975–1998 miejscowość należała administracyjnie do województwa łomżyńskiego.
W pobliżu miejscowości wypływa struga Jasionka, dopływ Broku Małego.